# Michiel de Ruyter (film)
Michiel de Ruyter is een Nederlandse epische, historische avonturenfilm uit 2015, geregisseerd door Roel Reiné, met Frank Lammers in de titelrol.

## Verhaal
In de Gouden Eeuw is Nederland zeer welvarend en een grootmacht op zee. Na het overlijden van admiraal Maarten Tromp wordt Michiel de Ruyter aangesteld als diens opvolger. De Ruyter behaalt grote successen als admiraal over de oorlogsvloot van de Republiek der Zeven Verenigde Nederlanden en weet met zijn vlaggenschip de Zeven Provinciën de Engelsen te verslaan. In de Republiek is echter een interne machtsstrijd losgebroken tussen enerzijds de republikeinen met als aanvoerder raadspensionaris Johan de Witt en anderzijds de Orangisten die het stadhouderschap in ere willen herstellen en prins Willem III op de troon willen plaatsen. Als De Witt in 1672 wordt vermoord en Willem III als stadhouder is geïnstalleerd, wordt De Ruyter op een onmogelijke missie gestuurd. Hij sneuvelt in 1676 tijdens de Slag bij Agosta.

## Achtergrond
Eind 2011 maakte filmproducent Klaas de Jong bekend, na films als De scheepsjongens van Bontekoe, De Hel van '63 en Süskind, bezig te zijn met een nieuwe historische avonturenfilm. Deze film zou over het leven van Michiel de Ruyter gaan. In februari 2012 liet De Jong weten dat hij voor de film ging samenwerken met regisseur Roel Reiné. Het tweetal maakte op het internationaal filmfestival van Berlijn hun concrete plannen wereldkundig. Als schrijver werd in eerste instantie Lars Boom aangetrokken, die een eerste opzet maakte met De Jong en Reiné. Later werden ook Alex van Galen en Michael Loumeau aan het team toegevoegd. Het onderzoek en het schrijven van het script nam uiteindelijk zes jaar in beslag.
De Jong en Reiné vonden diverse partners, waaronder de provincie Zeeland, de Koninklijke Marine en de fusieomroep AVROTROS. Ook kreeg de film 1,8 miljoen euro subsidie vanuit de Telescoop-selectie van de NPO, het CoBO en het Nederlands Filmfonds. Deze subsidie moest gedeeld worden met de film Publieke Werken van Joram Lürsen. In totaal werd een budget verworven van ongeveer 8 miljoen euro. Daarmee hadden alleen de Nederlandse films Zwartboek, The Discovery of Heaven en Kruistocht in spijkerbroek een hoger budget.
In eerste instantie werd Yorick van Wageningen benaderd voor de titelrol. Omdat er geen overeenstemming kon worden bereikt over de salariëring verschoof de interesse naar Frank Lammers. Deze liet voor de rol zijn haar lang groeien.
Hoewel De Ruyter er nooit op voer, was voor filmopnamen de replica van het VOC-schip Batavia beschikbaar. Andere locaties werden gevonden in Zeeland, onder meer bij de Oude Haven in Zierikzee, Het Markiezenhof in Bergen op Zoom, Den Haag, Amsterdam, en op de Bataviawerf in Lelystad, de ligplaats van de Batavia. De buitenopnamen werden, behalve met de Batavia, gemaakt met reconstructies van de Etoile du Roy, de Shtandart en het Statenjacht Utrecht op het Markermeer. Deze drie schepen waren oorspronkelijk schepen uit de 18e eeuw terwijl het verhaal zich afspeelde in de 17e eeuw.

## Opnamen
In mei 2014 maakte Reiné de rolverdeling bekend en startten de opnamen in het Zeeuwse Veere. Reiné pakte het groots aan, hij gebruikte meerdere camera's tegelijkertijd. Op deze manier kreeg de regisseur het voor elkaar om meer dan 10.000 beelden te schieten in slechts 42 draaidagen.
Voor de stunts zijn onder anderen operationele mariniers gebruikt. De zeeslagen werden gefilmd op het Markermeer, waarbij drie echte schepen werden gebruikt. Alle overige schepen op de achtergrond zijn geanimeerd. Ook zijn er tekeningen gebruikt van het Scheepvaartmuseum die de Zeven Provinciën en nog zes andere schepen weergaven. Deze schepen werden precies nagebouwd in de computer. Deze visual effects plakte Reiné over de beelden van de zeilschepen heen. Ook is er gebruikgemaakt van een helikopter, die over een leeg Markermeer vloog om vervolgens na afloop met de computer wrakstukken, rook, kanonnen en schepen op het meer te plakken.
Uiteindelijk gingen de opnames op het Binnenhof in Den Haag niet door. Dit viel uiteindelijk niet goed bij de regisseur. Het benodigde luchtshot draaide hij nota bene in Madurodam. Het was de bedoeling om op 25 en 26 juli 2014 een aantal grote scènes te draaien bij de Ridderzaal. De vergunning werd niet verleend vanwege de vliegramp met de MH17 in Oekraïne. Het plein moest beschikbaar blijven voor eventuele activiteiten als gevolg van de ramp.

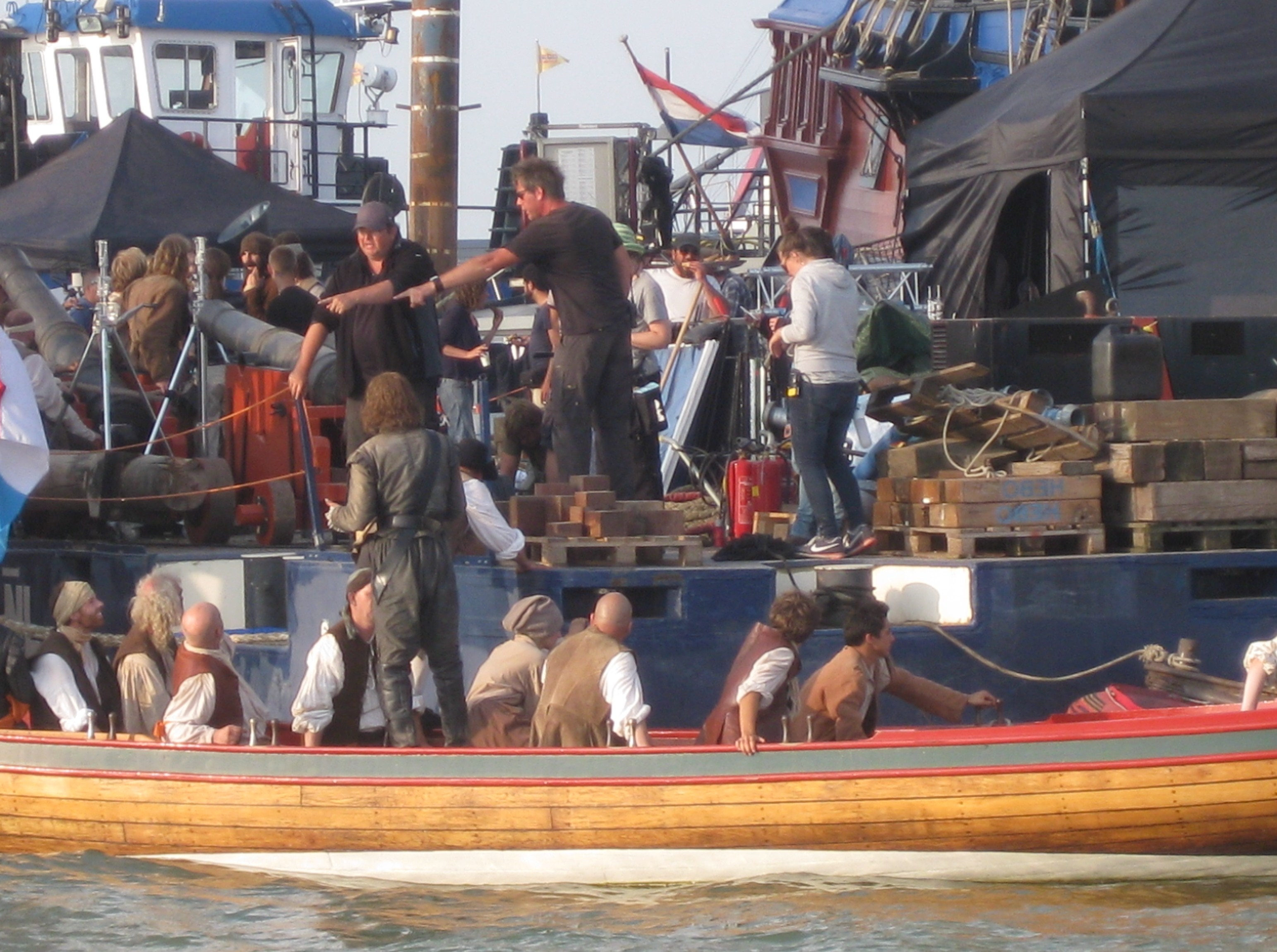
Opnamen op het Markermeer in juli 2014

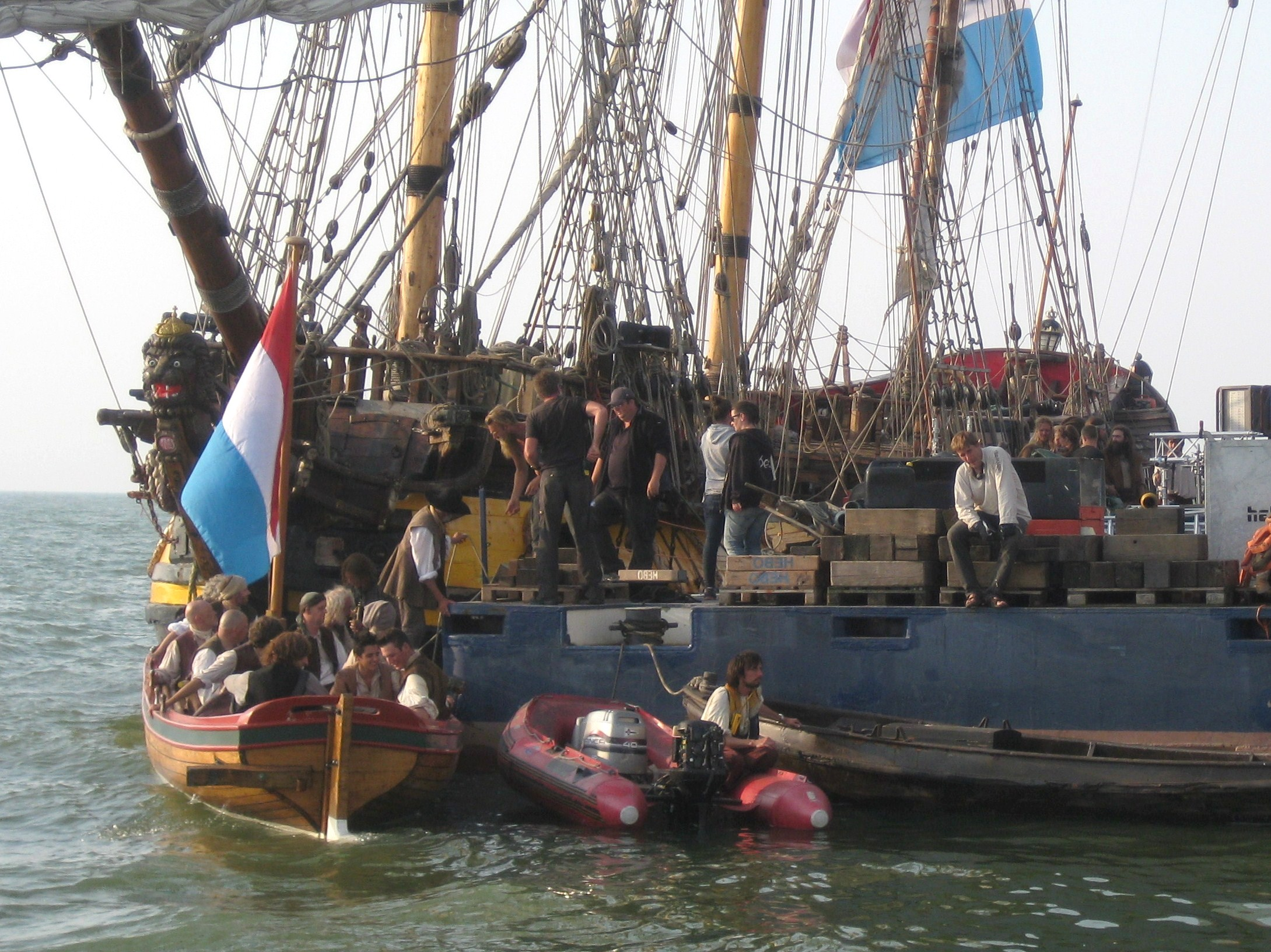
In het midden met pet regisseur Roel Reiné

Distributeur A-Film Benelux kondigde op 5 juni aan dat Charles Dance, bekend van zijn rol als Tywin Lannister in Game of Thrones, de rol van koning Karel II van Engeland zou vertolken.
De opnamen vonden op meer dan 50 locaties in Nederland plaats en er werkten meer dan 5000 figuranten aan de film mee. Er zijn wel enkele fouten gemaakt tijdens de opnamen. Zo bevat de steen in de voorgevel van De Ruyters huis in Vlissingen het jaar 1938 en is naast de voordeur van zijn huis in Amsterdam het ANWB-logo te zien.
De film ging op 26 januari 2015 in première in Het Scheepvaartmuseum in Amsterdam en was vanaf 29 januari 2015 in de bioscoop te zien. De film wist in de eerste drie dagen meer dan 100.000 bezoekers te trekken, wat goed was voor een Gouden Film. In Nederlandse bioscopen was naast de originele film een versie voor toeschouwers onder de twaalf jaar te zien, waarin een aantal gruwelijke scènes zijn weggelaten. De originele film was bedoeld voor zestien jaar en ouder. De op 2 juni 2015 verschenen dvd-box van de film bevat beide versies van de film, elk op een aparte dvd en de soundtrack van de film. Hiermee kan ook thuis rekening gehouden worden met kinderen onder de twaalf jaar bij het kijken van de film. Voor hen kan dan de dvd met de versie voor toeschouwers onder de twaalf jaar worden gedraaid.

## Buitenland
De film, met voor internationaal gebruik de naam Admiral, werd verkocht aan onder meer Groot-Brittannië, Duitsland, Japan, Vietnam, Koeweit en Turkije. Op 12 maart 2015 onderging de rolprent zijn Amerikaanse première te Hollywood en volgde ook een verkoop aan de Verenigde Staten. Tussen 17 en 20 april 2015 werd de film gepresenteerd op het 5e Beijing International Film Festival.

## Demonstratie
Op 15 januari 2015 kondigde actiegroep Michiel de Rover aan een betoging te houden op 26 januari voor het Scheepvaartmuseum te Amsterdam. Op die dag zou de film zijn wereldpremière ondergaan. Volgens de actiegroep was De Ruyter een beschermer van de Nederlandse slavenhandel en is de voorstelling een verheerlijking van De Ruyters daden.
Al snel volgden er reacties van oud-mariniers, van wie er 150 waren uitgenodigd op de première. Zij dreigden de demonstranten te zullen aanpakken en in het water te gooien als zij de avond zouden verstoren. Uiteindelijk wist de politie een confrontatie te voorkomen en verliep de avond als gepland.

## Muziek
De muziek in de film werd gecomponeerd door Trevor Morris, bekend van films als Immortals, Olympus Has Fallen en de serie Vikings. Ook werkte hij al meerdere malen samen met regisseur Roel Reiné.
| Nr. | Titel                                             | Duur  |
| --- | ------------------------------------------------- | ----- |
| 1.  | Michiel Is Out There - The Battle Of Scheveningen | 8:49  |
| 2.  | It's Our Blood                                    | 3:19  |
| 3.  | Was It A Boy Or a Girl                            | 1:27  |
| 4.  | Meeting With De Witt                              | 1:03  |
| 5.  | Off You Go                                        | 1:43  |
| 6.  | Michiel's Commissioning                           | 3:06  |
| 7.  | Preparing The Fleet                               | 1:38  |
| 8.  | To The Fatherland                                 | 0:36  |
| 9.  | Battling The Royal Charles                        | 14:02 |
| 10. | Michiel's Happy Family                            | 0:43  |
| 11. | The King Will See You Now                         | 3:55  |
| 12. | St. James Day Battle                              | 3:03  |
| 13. | Anna Receives Letters                             | 1:36  |
| 14. | Sneaking Into English Harbor                      | 3:53  |
| 15. | Presenting The Stern                              | 1:45  |
| 16. | Anna & Michiel Losing Sleep                       | 1:14  |
| 17. | Burn His House Down                               | 3:33  |
| 18. | Maastricht                                        | 2:20  |
| 19. | Torturing Cornelis                                | 2:12  |
| 20. | Setting The Trap                                  | 1:53  |
| 21. | Death Of The Witts - Michiel Escapes The Mobs     | 6:10  |
| 22. | Back To Sea - Strategy                            | 1:16  |
| 23. | Planning The Battle                               | 1:42  |
| 24. | The Battle Of Kijkduin - Bestevaer                | 6:52  |
| 25. | The Powers Convene                                | 1:27  |
| 26. | One Final Mission                                 | 1:47  |
| 27. | Saying Goodbye                                    | 2:46  |
| 28. | Death Of A Legend                                 | 6:06  |
| 29. | The End Of An Age                                 | 3:38  |

## Rolverdeling

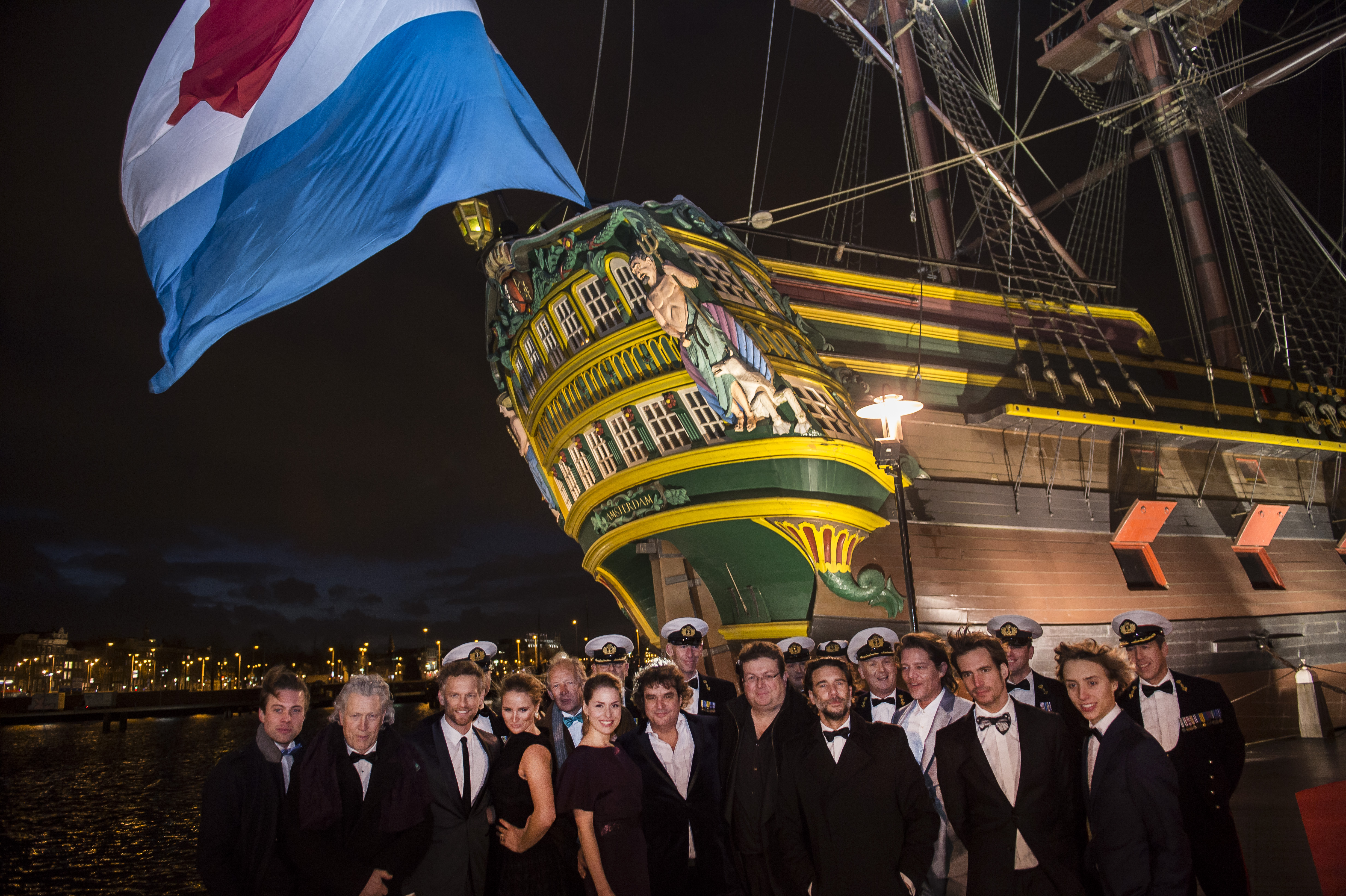
De cast van de film Michiel de Ruyter tijdens de première in het Scheepvaartmuseum in Amsterdam

| Acteur                | Personage                   |
| --------------------- | --------------------------- |
| Frank Lammers         | Michiel de Ruyter           |
| Charles Dance         | Charles II of England       |
| Rutger Hauer          | Maarten Tromp               |
| Sanne Langelaar       | Anna de Ruyter-van Gelder   |
| Barry Atsma           | Johan de Witt               |
| Roeland Fernhout      | Cornelis de Witt            |
| Lieke van Lexmond     | Wendela de Witt-Bicker      |
| Egbert-Jan Weeber     | Willem III van Oranje       |
| Ella-June Henrard     | Mary Stuart                 |
| Tygo Gernandt         | Willem Joseph van Ghent     |
| Derek de Lint         | Johan Kievit                |
| Jelle de Jong         | Hans Willem Bentinck        |
| Hajo Bruins           | Cornelis Tromp              |
| Pip Pellens           | Klaartje                    |
| Victor Löw            | De Waerd                    |
| Jules Croiset         | Cornelis de Graeff          |
| Nils Verkooijen       | Engel de Ruyter             |
| René van Asten        | Rechter Van Buuren          |
| Eugene Bervoets       | Van Ginneken                |
| Rein Hofman           | Van Messem                  |
| Filip Peeters         | Abraham Duquesne            |
| Will Bowden           | Prins Rupert                |
| Lucas Dijkema         | Jan van Brakel              |
| Aurélie Meriel        | Louise de Kérouaille        |
| Bas van Prooijen      | Gijs                        |
| Joost Koning          | Kees                        |
| Jada Borsato          | Neeltje de Ruyter           |
| Rouke Pouw            | Maerten                     |
| Robbert Blokland      | Boze Orangist               |
| Isa Lammers           | Greetje de Ruyter           |
| Mike Weerts           | Meester koopman VOC         |
| Daniel Brocklebank    | Lord Chancellor             |
| Colin Mace            | George Monck                |
| David Corbett         | Lord Baron                  |
| Colin Linnekamp       | Franse officier Duquesne    |
| Axel Daeseleire       | Konstabel 7 provinciën      |
| Tim de Zwart          | Chirurgijn 7 provinciën     |
| Dries Vanhegen        | Hoogbootsman 7 provinciën   |
| Fred Omvlee           | Scheepsdominee              |
| Ids van der Krieken   | Jacob van Wassenaer Obdam   |
| Jack Vecht            | Berend                      |
| Jenne Decleir         | Konstabel Tromp             |
| Dimme Treurniet       | Hendrik                     |
| Klaas van der Eerden  | Hein                        |
| Reinier Bulder        | Dominee Oostkerk            |
| Veronieke Schrikx     | Vrouw naast Anna 1          |
| Marguerite de Blauw   | Vrouw naast Anna 2          |
| Max van den Burg      | Zeeman                      |
| Rense Westra          | Prinsgezinde Friesland      |
| Anne en Iris de Rooij | Dochters De Witt            |
| Erik Cardon           | Burgemeester van Vlissingen |

## Verwijzingen
- De rol van Klaartje is gebaseerd op het schilderij Het melkmeisje van Johannes Vermeer.
- In de film is meerdere malen een zwaan te zien. In het kantoor van Johan de Witt hangt het schilderij De bedreigde zwaan van Jan Asselijn. Tijdens een feestmaal is er een zwaan te zien die bereid is, waar vervolgens Cornelis de Witt een mes in steekt. Ook is er meerdere malen een zwaan te horen. Het idee van de regisseur was om de ondergang van de gebroeders De Witt te symboliseren door middel van een zwaan.

## Historische onjuistheden
- De Ruyter sterft in de film vrijwel direct aan zijn verwondingen. In werkelijkheid overleed hij pas een week later aan een infectie aan zijn afgeschoten been.
- In de film beveelt Willem III Bentinck om De Ruyter het mooiste graf te geven dat ze kunnen bieden. In werkelijkheid heeft de familie van De Ruyter alles zelf gefinancierd.
- Van Ghent was in de film aanwezig op de begrafenis. In werkelijkheid was hij al vier jaar daarvoor bij een zeeslag omgekomen.
- Tijdens de begrafenisscène is een balkon zichtbaar aan de voorkant van het stadhuis van Amsterdam, het huidige Paleis op de Dam. In de 17e eeuw was dat balkon er niet. Het is pas veel later, aan het begin van de 19e eeuw geplaatst op aanwijzing van koning Lodewijk Napoleon, die vond dat hij naar zijn volk moest kunnen zwaaien. Dat rituele zwaaien is door de huidige koninklijke dynastie overgenomen. In de tijd van de regenten werd er niet door de Oranjes in Amsterdam gezwaaid, aangezien het land een Republiek was.
- In de film wordt op orgel en klavecimbel muziek van Johann Sebastian Bach uitgevoerd. Historisch onmogelijk, daar Bach pas in 1685 is geboren.